# Bulbophyllum microbulbon
Bulbophyllum microbulbon là một loài phong lan thuộc chi Bulbophyllum.